# プロジェクトマネジメント・プロフェッショナル
プロジェクトマネジメント・プロフェッショナル（英: Project Management Professional、PMP）は、アメリカ合衆国の非営利団体であるプロジェクトマネジメント協会（英: Project Management Institute、PMI）が主催しているプロジェクトマネジメントに関する国際資格である。

## 試験
試験はコンピュータで行われる。230分で180問の選択式（4者択一）問題を回答する。ただし、そのうちの5問は採点に関係しないダミー問題である。試験は３セットに別れ、１セットは60問。セットの合間に途中２回の休憩を取ることができる。
PMIのウェブサイトによると、2020年12月時点ではPMBOKガイド第6版をベースに出題され、出題分野と割合は以下の通りであった。
- プロジェクトの立ち上げ - 13%
- プロジェクトの計画 - 24%
- プロジェクトの実行 - 30%
- プロジェクトの監視コントロール - 25%
- プロジェクトの終結 - 8%

なお、2021年1月より、昨今のアジャイルアプローチの流行も踏まえて以下のように出題範囲と割合が改定された。
- 人（42％）
- プロセス（50％）
- ビジネス環境（8％）

これにより、受験者は予測型、アジャイル型（適応型）、ハイブリッド型のいずれを試験問題で問われているかを判別して解答することが必要となった。

試験は4択の選択式問題であるが、PMBOKガイドの内容を暗記すれば合格できる性格のものではない。問題文中に記載された内容をよく理解し、今どこのプロセスにいるか、次のプロセスで必要なことは何かを判断する必要がある。また、PMIが考えるプロジェクトマネジャーのあるべき姿（俗にPMIイズムと呼ばれる）を問う出題もあるが、これはPMBOKガイドに明確な記述が無い場合がある。
試験終了と同時に採点され、合否は即座に判明する。受験者には各出題分野の習得度を以下の4段階で示したスコアレポートが還元されるが、具体的な得点は判らない形となっている。
- Above Target
- Target
- Below Target
- Needs Improvement

## 受験資格
以下の2点を満たす必要がある。
プロジェクトマネジメントの指揮・監督する立場での経験
試験申込時から遡って8年以内に、一定時間以上の実務経験（大卒者：4500時間/高卒者：7500時間以上）と、一定期間以上のプロジェクトマネジメントの経験（大卒者：36か月/高卒者：60か月以上）があること。試験申込時に監査対象に選出された場合は、実務経験を第三者（同僚、上司、人事部門または顧客等）が証明する書類を提出する必要がある。
35時間の公式なプロジェクトマネジメントの研修・教育の受講またはCAPM認定の取得
公式なプロジェクトマネジメントに関する研修を35時間以上受講し、試験申込時に監査対象に選出された場合は、修了証明書を提出する必要がある。
なお、経験に関しては必ずしもプロジェクトマネジャーに限らず、プロジェクトリーダーやコンサルタント、あるいはそれに関係する立場でも構わない。
受験申請は米国のPMI本部で行うため、実務経験などを英文で入力する必要がある。そのため、ある程度の英語力を必要とする。
業務経歴書の内容が事実かどうかを判断する仕組みとして、監査制度が準備されている。受験申請ごとにランダムで監査対象に選出され、対象者は上記のとおり研修受講、学歴及び業務経歴について証明書類を提示する必要がある。

## 資格の維持
PMP資格取得後、3年ごとに資格継続要求プログラム(CCR; Continuing Certification Requirements Program) と呼ばれるプロジェクトマネジメントの学習（研修など）の履行が求められる。学習を履行することでPDU (Professional Development Units)と呼ばれる単位が取得できるが、資格維持にあたり、このPDUを3年ごとに60ポイント以上取得する必要がある。PDUは最低1時間1PDUから加算され、1PDU以上は0.25単位で積み上げることができる。
取得できなかった場合、翌年から1年間資格が一時停止される。その間に研修受講などでPDUを過去の3年間とあわせて60ポイント以上取得できれば資格を復活できるが、取得できなかった場合はPMP資格が失効する。
最低限35PDUを教育研修で取得することとされ、残りの25PDUはギブバック活動と呼ばれるプロジェクトマネジメントの実務、ボランティア活動等で取得してもよいこととされている。また、教育研修であっても、プロジェクトマネジメントの技術に関すること (Ways of Working)、リーダーシップに関すること (Power Skills)、ビジネスに関すること (Business Acumen) でそれぞれ8PDU以上を取得する必要がある。
なお、PDUの取得申請に当たってもランダムで監査対象に選出されることがあり、その場合は修了証明書等を提出する必要がある。

## 試験の評価
合格率は非公開だが、難関資格の割には高いとされている。これは一般の試験と比べて、受験者が十分な準備が整ったことを確認してから受験できる仕組みが影響しているといわれている。具体的には事前申し込みを行えば指定のテストセンターでいつでも受験可能（ただし年3回まで）であり、申し込み後でも実施48時間前までならば試験日を変更（延期）可能である。また、単なる腕試しでの受験が少ないことも影響しているといわれている。具体的には受験申請書を全て英文で記載しなければならない言語の壁、高額な受験料（PMI非会員の場合USD555ドル/回）、4時間に及ぶ長い試験時間などがハードルとなっているといわれている。
プロジェクトマネジメント能力を測る試験として、日本の独立行政法人 情報処理推進機構が実施する情報処理技術者試験の一区分であるプロジェクトマネージャ試験と比較されることが多い。プロジェクトマネージャ試験はIT分野を対象とした国家試験であり、選択問題と記述問題、論述問題が課される。一方、PMPは特定の分野に依存しないプロジェクトを対象とした民間資格であり、4択問題が課される。実務経験の有無は事前登録の経歴書によって確認する。
PMPは日経BP社の情報処理分野のサイトであるITProが提供している『2017年版「いる資格、いらない資格」』では、取得して効果が得られた資格ランキングにおいて１位を獲得した。「実務に役立った」という項目での回答が保有者の3分の2に達し、「昇格・昇進に役立った」と「転職に役立った」の各項目でともに第1位だったことが総合順位に効いた。
スキル標準ユーザー協会の「ITSSのキャリアフレームワークと認定試験・資格とのマップ」において、PMPはITスキル標準レベル3に位置づけられている。